# Augustyn Nguyễn Văn Mới
Św. Augustyn Nguyễn Văn Mới (wiet. Augustinô Nguyễn Văn Mới) (ur. ok. 1806 r. w prowincji Nam Định w Wietnamie – zm. 19 grudnia 1839 r. w Cổ Mễ, prowincja Bắc Ninh w Wietnamie) – męczennik, święty Kościoła katolickiego.
Augustyn Nguyễn Văn Mới urodził się w rodzinie niechrześcijańskiej. W wieku 31 lat został ochrzczony przez ojca Piotra Nguyễn Văn Tự i w tym też czasie stał się tercjarzem dominikańskim. Podczas prześladowań próbowano zmusić go do podeptania krzyża, jednak bezskutecznie. Mandaryn kazał żołnierzom wychłostać go i wygnać. Taki wyrok nie spodobał się królowi, więc zmieniono go na karę śmierci. Augustyn Nguyễn Văn Mới został stracony przez uduszenie 19 grudnia 1839 r.
Dzień wspomnienia: 24 listopada w grupie 117 męczenników wietnamskich.
Beatyfikowany 27 maja 1900 r. przez Leona XIII, kanonizowany przez Jana Pawła II 19 czerwca 1988 r. w grupie 117 męczenników wietnamskich.